# Estádio Pedro Amorim Duarte

O Estádio Municipal Antônio Pedro Amorim Duarte localiza-se no município baiano de Senhor do Bonfim. O Ipitanga a partir de 2009 passou a mandar seus jogos nesse estádio, que antes abrigava apenas partidas de caráter amador. O estádio tem capacidade de aproximadamente 6.000 espectadores.
O nome foi dado em homenagem ao ex-jogador Pedro Amorim Duarte, que fez carreira no Esporte Clube Bahia e no Fluminense Football Club, onde chegou a Seleção Brasileira de Futebol em 1941.
Em 2012, para a disputa do Campeonato Baiano, a equipe do Atlético Universitário mandou os seus jogos nele